# François Coppée
Ne doit pas être confondu avec Jean-François Copé.
Pour les articles homonymes, voir Coppée.

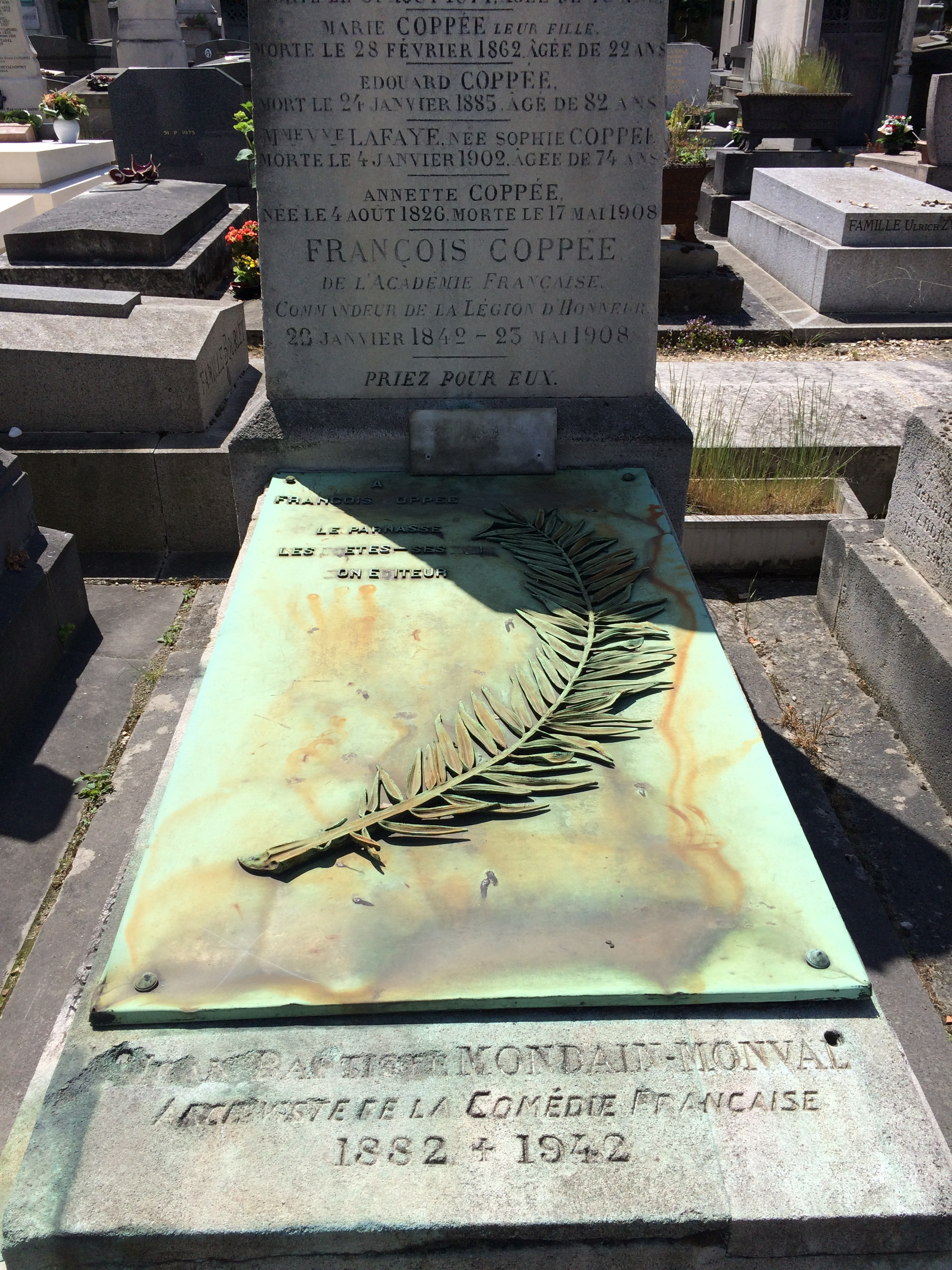
Sépulture de François Coppée au cimetière du Montparnasse (div. 9), à Paris.

François Coppée, né le 26 janvier 1842 à Paris et mort le 23 mai 1908 dans la même ville, est un poète, dramaturge et romancier français.
Coppée fut le poète populaire et sentimental de Paris et de ses faubourgs, des tableaux de rue intimistes du monde des humbles. Poète de la tristesse à la vue des oiseaux qui meurent en hiver (La Mort des oiseaux), du souvenir d'une première rencontre amoureuse (« Septembre, au ciel léger »), de la nostalgie d'une autre existence (« Je suis un pâle enfant du vieux Paris ») ou de la beauté du crépuscule (« Le crépuscule est triste et doux »), il rencontra un grand succès populaire.

## Biographie

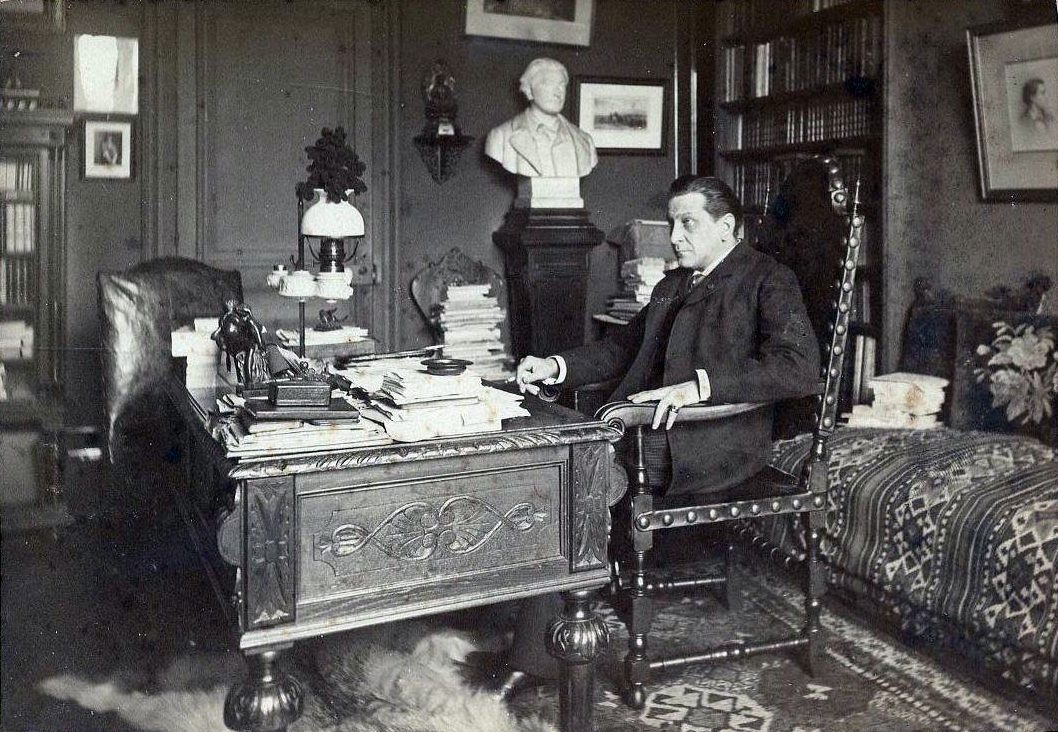
Portrait photographique par Dornac.

François Édouard Joachim Coppée naît à Paris au 9, rue Saint-Maur-Saint-Germain, devenue rue de l'Abbé-Grégoire. Son père était un fonctionnaire employé des bureaux de la Guerre et sa mère copiait des mémoires pour des entrepreneurs de bâtisse pour compléter les revenus du couple, modestes pour élever quatre enfants. Après être passé par le lycée Saint-Louis, il devint employé de bureau au ministère de la Guerre et s'attira bientôt les faveurs du public comme poète de l'école parnassienne.
Ses premiers vers imprimés datent de 1864. Ils furent réédités avec d'autres en 1866 sous la forme d’un recueil (Le Reliquaire), suivi (1867) par Intimités et Poèmes modernes (1867-1869). En 1869 sa première pièce, Le Passant, fut reçue avec un grand succès au théâtre de l’Odéon et par la suite Fais ce que dois (1871) et Les Bijoux de la délivrance (1872), courts drames en vers inspirés par la guerre, furent chaleureusement applaudis. Son poème le Défilé fut dédié à sa sœur Annette en 1869. Il publia Les Humbles (1872), Le Cahier rouge (1874), Olivier (1875), L'Exilée (1876). L’Académie française lui décerne le prix Vitet en 1876 pour l'ensemble de son œuvre poétique.
Après avoir occupé un emploi à la bibliothèque du Sénat, Coppée fut choisi en 1878 pour succéder à Léon Guillard comme archiviste de la Comédie Française, poste qu'il assuma jusqu'en 1884 (c'est son neveu par alliance, Georges Monval, qui prendra la suite). Cette année-là, son élection à l'Académie française l’amena à se retirer de toutes les charges publiques. Il continua à publier à intervalles rapprochés des volumes de poésie, parmi eux Contes en vers etc. (1881), Poèmes et récits (1886), Arrière-saison (1887), Paroles sincères (1890).
Dans ses dernières années, il produisit moins de poésie, mais publia encore deux volumes, Dans la prière et la lutte et Vers français. Il avait acquis la réputation d’être le poète des humbles. Outre les pièces mentionnées ci-dessus, deux autres écrites en collaboration avec Armand d'Artois et quelques petites pièces d'importance mineure, Coppée écrivit Madame de Maintenon (1881), Severo Torelli (1883), Les Jacobites (1885) et d'autres drames sérieux en vers, dont Pour la couronne (1895), qui fut traduit en anglais (For the Crown) par John Davidson (en) et représenté au Lyceum Theatre en 1896.

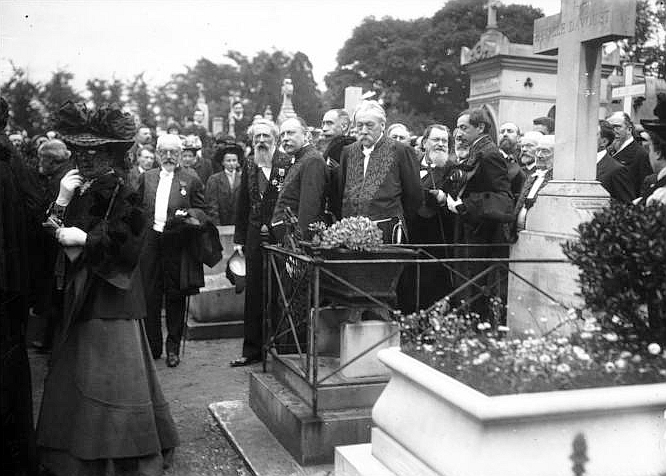
Académiciens aux obsèques de François Coppée le 26 mai 1908 au cimetière du Montparnasse.

La représentation d'un bref épisode de la Commune, Le Pater, fut interdite par le gouvernement en 1889, alors même qu'elle n'est pas communarde,. Le premier récit en prose de Coppée, Une idylle pendant le siège, était paru en 1875. Il fut suivi par différents volumes de nouvelles, par Toute une jeunesse (1890) où il essayait de reproduire les sentiments, sinon les souhaits réels, de la jeunesse de l'auteur, Les Vrais Riches (1892), Le Coupable (1896), etc. Il fut fait officier de la Légion d'honneur en 1888.
La réimpression d’une série d'articles brefs sur des sujets divers, intitulée Mon franc-parler, parut de 1893 à 1896 ; en 1898 vint La Bonne Souffrance, le résultat de son retour à l'Église catholique, qui lui valut une grande popularité. La cause immédiate de son retour à la foi fut une grave maladie qui le fit deux fois approcher de la mort. Jusqu’alors il avait manifesté peu d'intérêt pour les affaires publiques, mais il rejoignit la section la plus exaltée du mouvement nationaliste, en même temps qu’il continuait à mépriser le système de la démocratie. Il prit une part importante aux attaques contre l’accusé dans l'affaire Dreyfus et fut un des créateurs, et président d'honneur, de la fameuse Ligue de la patrie française, fondée par Jules Lemaître et sa maîtresse, Madame de Loynes, et où il retrouve un ami, Paul Bourget, déjà croisé aux dîners des Vilains Bonshommes et dont il est parrain lorsque ce dernier entre à l'Académie française.
En 1906, il appuie fortement Abel Bonnard alors que paraît son premier recueil, Les Familiers ; selon Benjamin Azoulay, il en fait implicitement son « héritier ».
Il mourut célibataire à Paris au 12, rue Oudinot et fut inhumé au cimetière du Montparnasse.

## Œuvres posthumes
François Coppée, dans son testament rédigé le 6 décembre 1907, désigna son héritier littéraire en la personne de son neveu Jean Monval. Celui-ci, récupérant de nombreux manuscrits de journal intime, de notes prises sur le vif, qui étaient restées inédites, empilées dans des cartons ou collées sur des albums, se chargea de les éditer à titre posthume parmi lesquels :
- Souvenirs d'un Parisien (1910)
- Le Dernier Roman d'un poète
- L'honneur est sauf
- Dans l'espoir de la Revanche
- Sonnets et poèmes (1927)
- Un plan de pièce sur la bataille de Leipzig
- Vers d'amour et de tendresse (1927)
- Un rêve de la Pompadour (1923, comédie inachevée en un acte et en vers, terminée par Jean Monval)

et de nombreuses lettres et souvenirs sur des auteurs contemporains de François Coppée, publiées par Jean Monval dans des revues littéraires et des journaux.

## Jugements divers

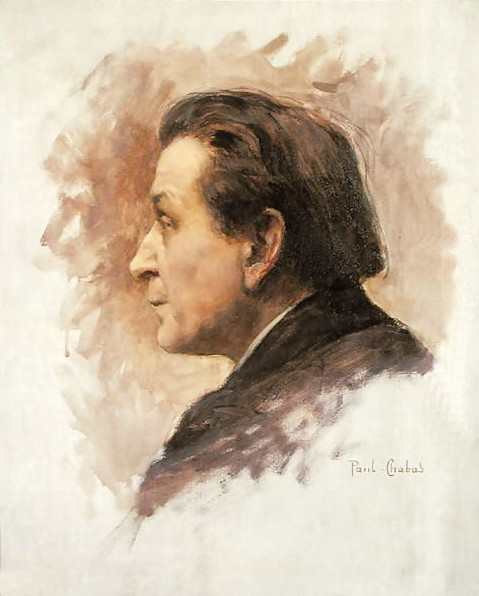
Portrait de François Coppée par Paul Chabas (1895).

Son premier recueil, Le Reliquaire (1866), l'avait placé au sein du mouvement poétique du Parnasse. Mais dès ses Intimités (1868), il s'en était détourné pour se tourner vers une poésie du quotidien, utilisant des mots de tous les jours, mais dans une prosodie classique, sans échapper au prosaïsme et au conformisme. Robert de Montesquiou a rapporté qu'Anatole France lui avait conté avoir lu, sur une couronne mortuaire, l'inscription : « Le cercle des joueurs de boules de Neuilly », et avoir tout de suite pensé aux vers des Humbles de Coppée, en particulier au Petit Épicier.
Les « poètes maudits » de son temps (Verlaine, Rimbaud, Charles Cros) aimaient à pasticher ses dizains. De son côté, il avait commenté ainsi le sonnet Voyelles :
Rimbaud, fumiste réussi,

Dans un sonnet que je déplore,

Veut que les lettres O, E, I

Forment le drapeau tricolore.

En vain le décadent pérore,

Il faut sans « mais », ni « car », ni « si »

Un style clair comme l'aurore :

Les vieux Parnassiens sont ainsi.
Le Cercles des zutistes, en particulier Verlaine, Rimbaud et Germain Nouveau, multiplie les attaques contre François Coppée, accusé de défendre une littérature paternaliste et familialiste, alors qu'il serait lui-même un « inverti ». Le poème « Les Remembrances du vieillard idiot » est explicite sur ce point comme le confirme la longue analyse de Steve Murphy. Ce « outing » avant la lettre fut d'autant plus efficace que le célibataire Coppée n'était pas marié et vivait dans une étrange liaison avec sa mère, puis finalement avec sa sœur, également qualifiée implicitement par les poètes zutistes d’incestueuse.
En mai 1874, dans son Avertissement de la Première Édition du Cahier Rouge, il astreint le poète à cette tâche :

« Selon nous, le poëte n'a plus à s'occuper de ce qu'il a déjà accompli, mais seulement de ce qu'il se propose de faire encore. C'est vers la perfection qu'il rêve, et non vers le succès qu'il constate, que doivent tendre ses progrès ; et, pour notre compte personnel, quand une fois nous avons donné notre livre à l'impression, nous n'en prenons pas plus souci que les arbres printaniers, que nous voyons de notre fenêtre, ne s'inquiètent de leurs feuilles mortes du dernier automne. »

Vers fin 1885, Paul Verlaine consacre à François Coppée une de ses 27 monographies :
- Paul Verlaine, François Coppée, monographie publiée dans la revue Les Hommes d'aujourd'hui, no 243 ; texte sur wikisource

## Œuvres

### Poésie
- Le Reliquaire, 1866[2]
  - Reliquaire
  - Poèmes divers
- Matin d'octobre
- Décembre
- Les Intimités, 1867[2]

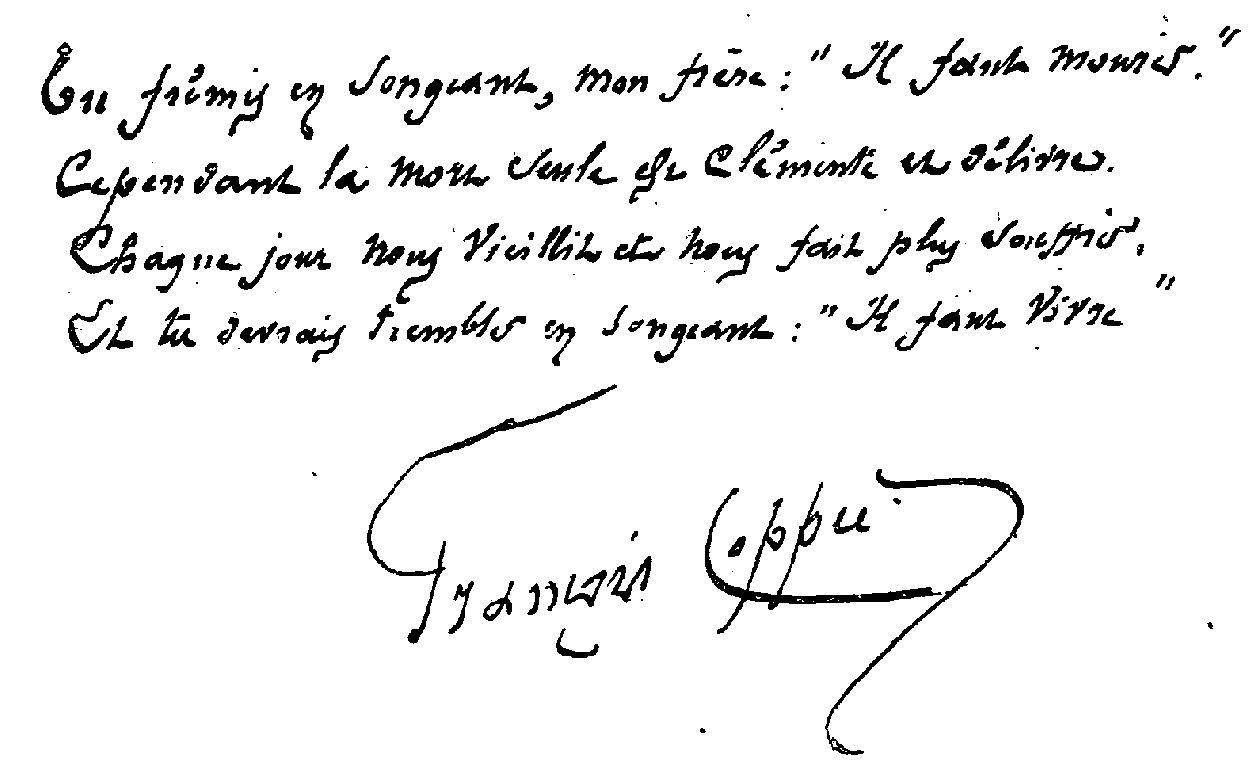
Manuscrit autographe d'un poème paru dans la Nouvelle Revue internationale en 1898 (« Tu frémis en songeant... »).

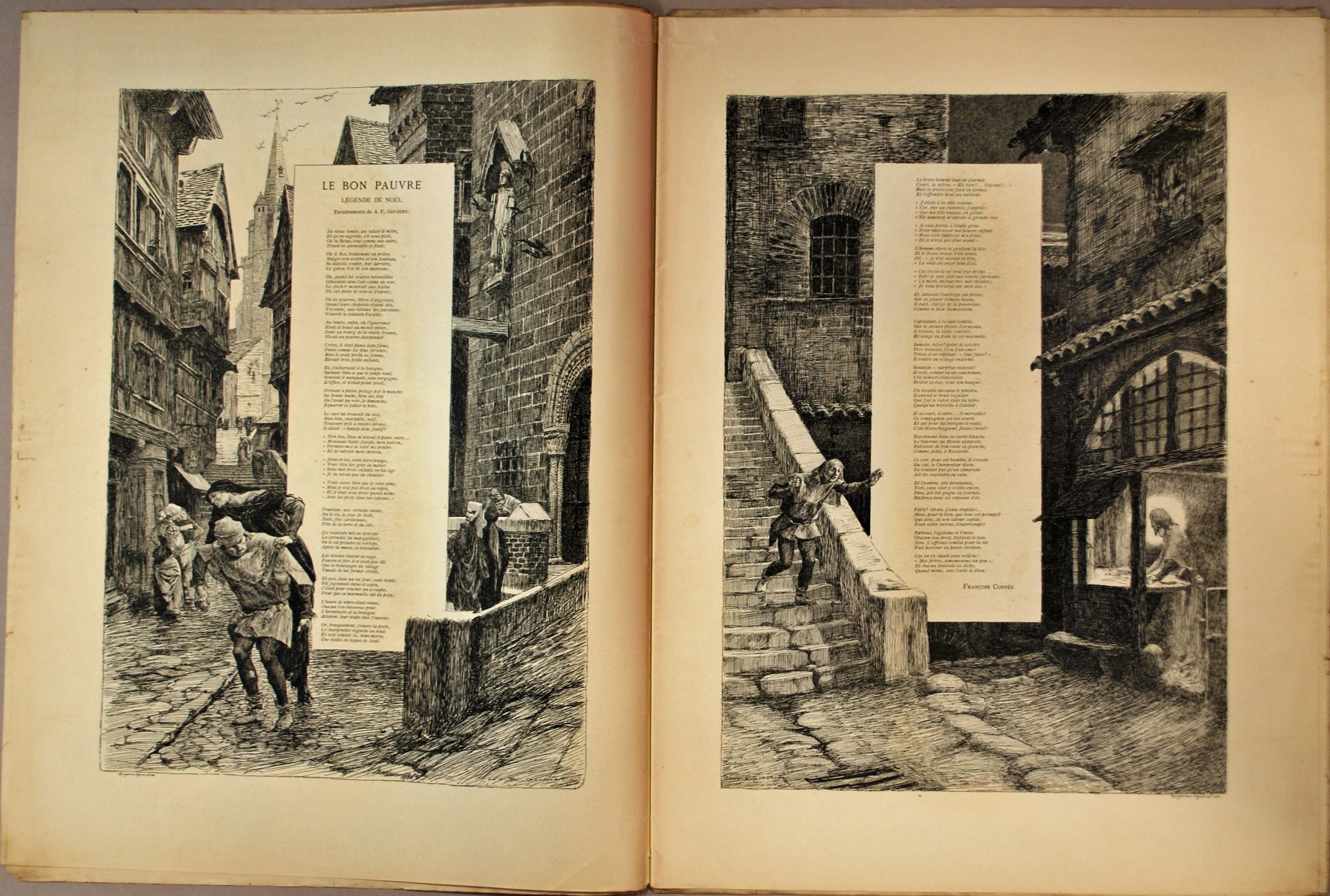
Le Noël des pauvres, Paris-Noël 1895.

- Poèmes modernes, 1869 (dont L'Angélus, Le Père et La Grève des forgerons)
- Les Humbles, 1872[2] - Prix Montyon de l’Académie française
  - Les Humbles (dont La Nourrice et Émigrants)
  - Écrit pendant le siège
  - Quatre sonnets
  - Promenades et Intérieurs
  - Plus de sang !
- Le Cahier rouge, 1874
- Olivier, 1876
- Les Récits et les Élégies, 1878 (dont l’Exilé [14])
- Le Naufragé, 1878
- L'Araignée du prophète, 1878
- La Bataille d'Hernani
- La Maison de Molière, 1880
- Contes en vers et poésies diverses, 1880 (dont L'Enfant de la balle et La Marchande de journaux)
- Poèmes et récits, 1886
- Ruines du cœur, 1887
- Arrière-Saison, 1887
- Les Paroles sincères, 1891
- Le Portrait, 1893 (publié dans Longue et Brève)
- Le Noël des pauvres, 1895
- Dans la prière et dans la lutte, 1901
- De pièces et de morceaux
- Des Vers français, 1906
- Pour toujours

### Théâtre
- Le Passant, comédie en un acte, en vers, 1869[2] dédiée à Mademoiselle Agar (actrice) qui jouait Silvia. Zanetto était jouée par Sarah Bernhardt.

- Prix Lambert 1869
- Deux douleurs, drame en un acte, en vers, 1870
- Fais ce que dois, épisode dramatique en vers, 1871
- Les Bijoux de la délivrance, scène en vers, 1872
- L'Abandonnée, drame en deux actes, en vers, 1871
- Le Rendez-vous, comédie en un acte, en vers, 1872
- La Guerre de cent ans, drame en cinq actes, en vers
- Le Luthier de Crémone, comédie en un acte, en vers, 1876
- Le Trésor, comédie en un acte, en vers, 1879
- Madame de Maintenon, drame en cinq actes avec un prologue, en vers, 1881
- Severo Torelli, drame en cinq actes, en vers, théâtre de l'Odéon, 21 novembre 1883[2]
- Les Jacobites, drame en cinq actes, en vers, théâtre de l'Odéon, 21 novembre 1885[2]
- Le Pater, drame en un acte, en vers, 1889 (également publié dans Le Figaro du 23 décembre 1889)
- Pour la couronne, drame en cinq actes, en vers, 1895 - Prix Émile Augier de l’Académie française
- L'Homme et la fortune, drame en trois actes, en prose

### Romans, contes et nouvelles

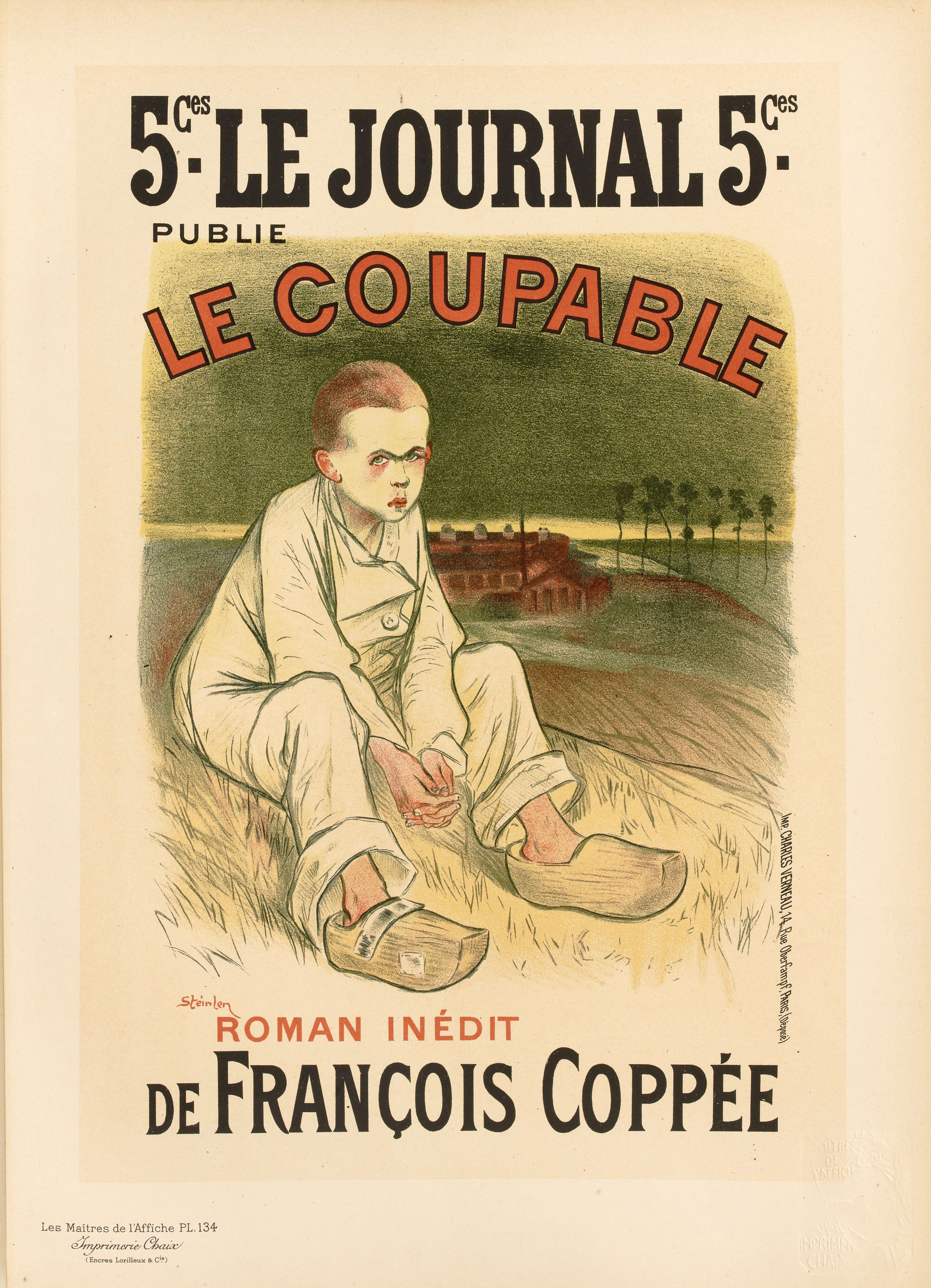
Affiche (c 1896) par Steinlen

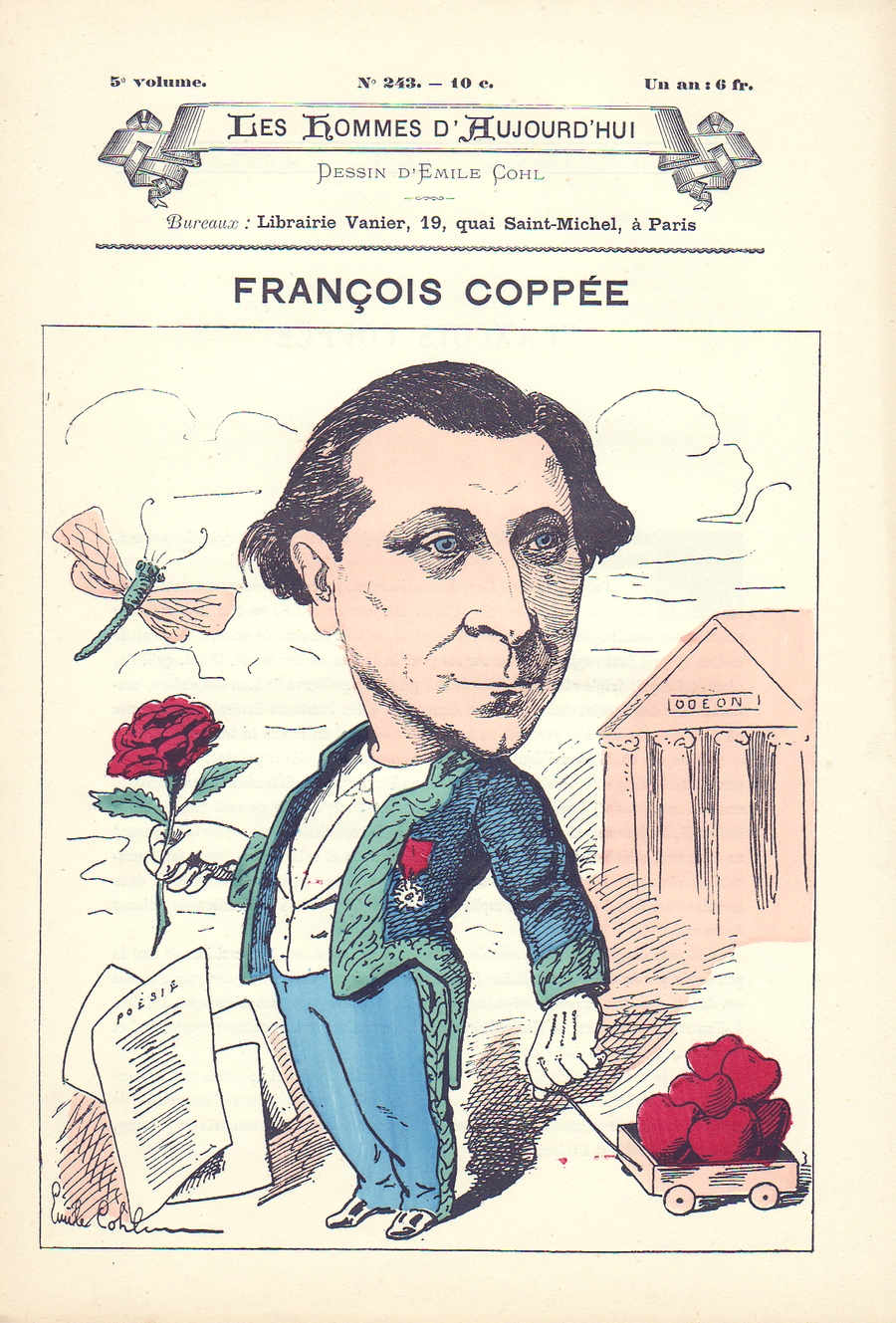
Caricature de François Coppée académicien (1885) par Émile Cohl, no 243 Les Hommes d'aujourd'hui.

- Une idylle pendant le siège, 1874 ; édition critique de Than-Van Ton That : 2005
- Contes en prose, 1882
- Vingt Contes nouveaux, 1883
- Le Banc, idylle parisienne, 1887
- Contes rapides, 1888
- Henriette, 1889
- Toute une jeunesse, 1890
- Les Vrais Riches, 1889
- Rivales, 1893
- Longues et brèves, 1893
- Contes tout simples, 1894
- Le Coupable, 1896
- La Bonne Souffrance, 1898
- Contes pour les jours de fête, 1903

### Articles, essais & divers
- Mon franc-parler, 1894, histoire du bon sens français
- La Korrigane, ballet fantastique en deux actes, 1880
- L'Homme-affiche, 1891
- La Gangrène maçonnique, avec André Baron, éditeur A. Pierret, 1899

## Mnémotechnie
Dans l'apprentissage du néerlandais par des francophones, la phrase mnémotechnique « François Coppée prend son thé chaud » relève les fins de radicaux de verbes (f, c, p, s, t, ch) auxquels il faut adjoindre la particule « t » pour la formation du prétérit et du participe passé.

## Hommages

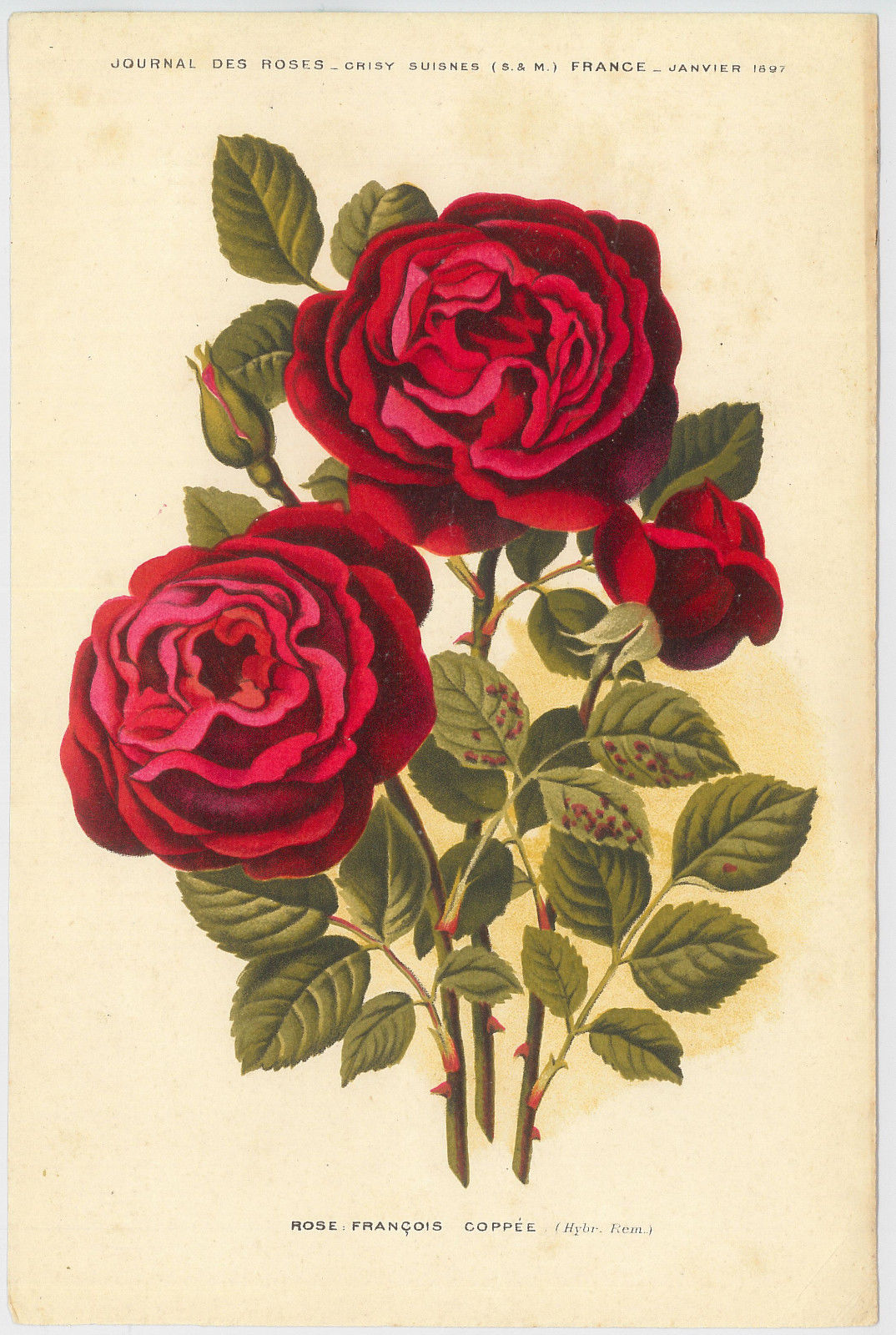
Rose 'François Coppée', in Journal des roses (janvier 1897).

Une rose hybride remontant lui est dédiée en 1895 par la maison Lédéchaux, du nom de « François Coppée ».

### Toponymes
Au 1, boulevard du Montparnasse dans le 6e arrondissement de Paris se situe un restaurant éponyme, nommé ainsi en hommage à sa prolifique œuvre littéraire. L'établissement propose notamment des réunions d'amateurs d'art ou de poésie donnant au lieu un esprit littéraire bien particulier.
Différentes municipalités ont baptisé des rues en son honneur : Mandres-les-Roses où il eut sa maison de campagne (la Fraizière), Lille, Nantes, Grenoble, Brest, Perpignan, Plaisir, Malakoff, Brive-la-Gaillarde, Palaiseau, Vaires-sur-Marne, Auvers-sur-Oise, Mers-les-Bains, Talence, Agon-Coutainville (Manche), à Tours un rond-point porte son nom, ainsi qu'une avenue à Villemomble.
À Paris dans le 15e arrondissement, une rue (rue François-Coppée) et une école élémentaire portent son nom. Dans le 7e arrondissement, place du Président-Mithouard, se trouvait une statue inaugurée en 1910, qui a depuis disparu et été remplacée en 1959 par un médaillon à l'effigie du poète (cette partie de la place a depuis été renommée place André-Tardieu),.

## Dans la fiction
Dans le film Le Veau gras de Serge de Poligny, il est fait mention du poète.

## Adaptations au cinéma
- Le Luthier de Crémone, film de David Wark Griffith en 1909
- Une faute de jeunesse (È passata una nuvola), film italien de Mario Gargiulo en 1918, d'après le conte Une faute de jeunesse paru dans le recueil Longues et brèves
- Le Coupable, film de Raymond Bernard en 1936